# Piotr Przesmycki
Piotr Przesmycki SDB (ur. 1965) – salezjanin, doktor teologii moralnej, były wykładowca na Katedrze Filozofii Prawa i Etyki SWSEiZ (Salezjańska Wyższa Szkoła Ekonomii i Zarządzania) w Łodzi i rektor tejże uczelni w latach 2005–2012. Wykładał w Wyższym Seminarium Duchownym Salezjanów w Łodzi i Krakowie, Wyższym Seminarium Duchownym Archidiecezji Łódzkiej. Visiting professor w Studium Theologicum Salesianum – Jerusalem (Izrael) oraz w Wyższym Seminarium Duchownym w Kijowie - Vorzelu (UA). Wykładał w Wyższym Seminarium Duchownym Franciszkanów w Łodzi - Łagiewnikach. Publikował m.in. w miesięczniku „W drodze”, „Bibliotece Więzi”, „Annales. Etyka życia gospodarczego”. Jest autorem komentarzy i medytacji do rycin i obrazów  ks. Tadeusza Furdyny SDB (m.in.: „Euaggellion - Dobra Nowina”, „Ojcze nasz”, „Biblijne grafiki Tadeusza Furdyny”. Po rocznym (2022/2023) pobycie w Niemczech, gdzie posługiwał we wspólnotach katolickich języka włoskiego [Wuppertal, Sollingen], powrócił do Polski. Pracuje w duszpasterstwie przy sanktuarium maryjnym salezjanów w Różanymstoku.  

## Wybrane publikacje
- Antropologia chrześcijańska w ujęciu Mikołaja Bierdiajewa. Próba ustalenia zasadniczych aspektów moralnych, Katolicki Uniwersytet Lubelski Jana Pawła II; Wydział Teologii, 2001.
- Piotr Przesmycki: W stronę Bogoczłowieczeństwa. Teologicznomoralne studium myśli Mikołaja Bierdiajewa. Łódź: Ibidem, 2002, s. 220, seria: Idee w Rosji. ISBN 83-88679-24-4.
- Euaggelion-Dobra Nowina. Cykl nowotestamentowy ks. Tadeusza Furdyny SDB z medytacjami ks. Piotra Przesmyckiego SDB. Towarzystwo Salezjańskie, Zespół Szkół Salezjańskich w Łodzi, ISBN 978-83-942019-0-6.
- Psychosexual Integration and Celibate Maturity: Handbook for Religious and Priestly Formation. Ed. Jose Parappully and Jose Kuttianimattathil [in:] “Dyviyadaan. Journal of Philosophy &Education” 24 (2013) 2, p. 292-297.
- П. Пшесмыцкий, „Мой собеседник никогда в жизни не был в церкви...”. Русские и православные источники вдохновения Иоанна Павла II, [w:] Новая Польша 2003, № 12 (48), c. 8-12.